# Гора (Кукшевский сельсовет)
Гора — деревня в Белозерском районе Вологодской области.
Входит в состав Гулинского сельского поселения, с точки зрения административно-территориального деления — в Кукшевский сельсовет.
Расстояние до районного центра Белозерска по автодороге — 32 км, до центра муниципального образования деревни Никоновская по прямой — 11 км. Ближайшие населённые пункты — Губа, Кузьминка, Кукшево.
По данным переписи в 2002 году постоянного населения не было.